# 海北若冲
海北 若冲（かいほう じゃくちゅう/かいほく-、延宝3年（1675年） - 宝暦元年12月17日（1752年2月1日））は、江戸時代中期の国学者。名は千之。通称は垂水屋善右衛門。号は岑柏（しんぱく）。摂津国武庫郡今津村（現・兵庫県西宮市）出身。本姓は野田、母方の海北家を継いだ。兄は国学者の野田忠粛。
真言宗の僧で国学者の契沖に師事して『万葉集』の講義を受けた。その後「万葉集師説」「万葉集類林」などを整理編修した。
歌集に「岑柏集」がある。